# أولاد مع الله
أولاد معلا إحدى بلديات دائرة سيدي علي التابعة لولاية مستغانم.
تتميز المنطقة بمرور وادي الشلف مما يجعل المنطقة ذات تأهيل لإقامة بعض الأنشطة الزراعية والأشجار المثمرة.
استفادت المنطقة من إعادة تهيئة الطريق الذي تزامن مع مشروع الماو لسد الشلف للشركة التركية.
يوجد في الطريق المؤدي إليها حمامات معدنية :حمام سيدي بوعبدالله لكن تاثر هذا الموروث الطبيعي بارتفاع مياه السد، ونجد حماما آخر معدني باسم حمام سيدي بن شاعة.

## مواصلات
- الطريق الوطني رقم 29

## إقتصاد
في انحاء هذه المنطقة وكذا على الطريق المؤدي إليها نجد عدة تجمعات سكنية :
- العيايدة،
- اولاد علو،
- الملالحة،
- الدحايحية،
- مزيلة،
- أولاد سيدي إبراهيم،
- أولاد بلقايد،
- طريق الرفايفية
- الشعيبية

## تراث
كما تشتهر المنطقة بالفروسية(الفانتازية)حيث تقام كل عام في شهر سبتمبر وعدة أولاد مع الله التي تعتبر ثاني أكبر وعدة على مستوى الوطن بعد وعدة سيدي محمد بن عودة

## معالم
- مغارة كبيرة(مغارة السِّيخ)حيث أعدم فيها الكثير من المجاهدين بالغازات السَّامَّة أثناء الثَّورة التحريرية.
- التشيرة،
- بعض الابراج للمراقبة قديما خلال الحقب التاريخية.
- حمام سيدي بن شاعة

## أعلام
- سيدي بن شاعة [2]

## وصلة خارجية
- بلديـة أولاد مع الله